# Husqvarna Norden 901
La Husqvarna Norden 901 è una motocicletta prodotta dalla casa motociclistica svedese Husqvarna dal 2022.

## Descrizione e storia
La moto è stata presentata per la prima volta in veste prototipale a EICMA 2019, per poi debuttare in veste definitiva a ottobre 2021. La Norden è la prima moto con un motore bicilindrico, nonché la prima maxi enduro di grossa cilindrata  
realizzata dalla Husqvarna.
Monta un motore a due cilindri in linea frontemarcia inclinato in avanti da 889 cm³, che sviluppa una potenza di 105 CV e una coppia di 100 Nm a 6500 giri. Il motore bicilindrico ha la distribuzione a 8 valvole, con alimentazione ad iniezione indiretta multipoint ed è coadiuvato da un cambio a 6 marce con trasmissione finale a catena. Le quattro valvole per cilindro sono azionate da due alberi a camme in testa.
La moto è costruita su di un telaio tubolare in acciaio, coadiuvato da un sistema sospensivo costituito da un forcellone monobraccio in alluminio al posteriore e una forcella telescopica all'anteriore.